# 25 augustus
25 augustus is de 237e dag van het jaar (238e dag in een schrikkeljaar) in de gregoriaanse kalender. Hierna volgen nog 128 dagen tot het einde van het jaar.

## Gebeurtenissen
- Algemeen
  - 383 - Keizer Gratianus wordt bij Lugdunum (huidige Lyon) door opstandige soldaten gevangengenomen en vermoord.
  - 1438 - In Gouda ontstaat een grote stadsbrand.
  - 1718 - Stichting van New Orleans door Franse immigranten.
  - 1970 - Manschappen van het Korps Mariniers en van de Koninklijke Marine verjagen hippies van de Amsterdamse Dam, wat bekend wordt als het schoonvegen van de Dam
  - 1972 - Verkeersramp bij Prinsenbeek, in dichte mist vindt een kettingbotsing plaats waarbij ongeveer 60 voertuigen betrokken zijn. Dertien mensen komen om het leven, 26 raken er gewond.
  - 1981 - Mark David Chapman wordt wegens de moord op ex-Beatle John Lennon veroordeeld tot een levenslange gevangenisstraf.[1]
  - 1988 - Het historisch centrum van Lissabon wordt door brand verwoest.
  - 2006 - Het laatste massa-geproduceerde filmrolletje van Europa komt in de Fuji-fabriek in Tilburg van de lopende band.
  - 2006 - Twee bezoekers aan een begrafenis in de Nederlandse plaats Vorden komen om door een blikseminslag.
  - 2012 - Een gasexplosie in de Amuay-raffinaderij in het noorden van Venezuela kost aan zeker 26 mensen het leven.
  - 2016 - Een strandrestaurant in de Somalische hoofdstad Mogadishu is het doelwit van een aanslag van terreurbeweging Al-Shabaab. Zeker tien mensen komen om het leven.

- Criminaliteit en veiligheid
  - 1989 - De Verenigde Staten zeggen de Colombiaanse regering hulp toe ter waarde van 65 miljoen dollar om de drugscriminaliteit te bestrijden en overhandigen de regering van president Virgilio Barco een lijst met de namen van twaalf vooraanstaande drugsbazen die aan de VS uitgeleverd moeten worden.

- Oorlog
  - 1330 - Slag bij Teba, hierbij komt James Douglas om het leven.
  - 1580 - Slag om Alcantara: Spanje verslaat Portugal.
  - 1830 - De opvoering van de opera La muette de Portici van Daniel Auber in de Brusselse Koninklijke Muntschouwburg mondt uit in rellen: Belgische separatisten komen in opstand tegen koning Willem I.
  - 1914 - Laatste dag van de Slag der Grenzen tussen Frankrijk en Duitsland.
  - 1944 - Tweede Wereldoorlog: Parijs wordt bevrijd door de geallieerden.
  - 1989 - Waarnemend-president F.W. de Klerk van Zuid-Afrika begint in de Zaïrese plaats Goma besprekingen met president Mobutu over de hervatte burgeroorlog in Angola.
  - 1990 - Voor het eerst keurt de VN-Veiligheidsraad unaniem een resolutie goed waarbij het wordt gewettigd om militaire middelen in te zetten om het handelsembargo tegen Irak te doen naleven.
  - 2016 - Afghaanse veiligheidstroepen beëindigen de aanval op de Amerikaanse Universiteit in Kabul. Daarbij zijn volgens de Afghaanse regering dertien doden gevallen.

- Politiek
  - 450 - Marcianus treedt in het huwelijk met Pulcheria en wordt gekroond als keizer van het Oost-Romeinse Rijk.
  - 1561 - Willem de Zwijger treedt voor de tweede keer in het huwelijk, deze keer met de vermogende Anna van Saksen. Van haar kinderen blijven Anna, Maurits en Emilia in leven.
  - 1806 - Voor één jaar de nationale feestdag van het door Napoleon ingestelde Koninkrijk Holland.
  - 1825 - Uruguay verklaart zich onafhankelijk van Spanje.
  - 1838 - Einde van het slechts tweejarige bestaan van de Confederatie van Peru en Bolivia.
  - 1884 - Oprichting van Noorse conservatieve politieke partij Høyre.
  - 1939 - Polen en Groot-Brittannië tekenen een bijstandsverdrag.
  - 1989 - Tadeusz Mazowiecki wordt de eerste niet-communistische premier achter het IJzeren Gordijn. Drie maanden later valt de Muur.
  - 1991 - Wit-Rusland verklaart zich onafhankelijk van de Sovjet-Unie.
  - 1994 - De presidenten van Zuid-Afrika, Zimbabwe en Botswana geven de koning van Lesotho, Letsie III, een week de tijd om zijn staatsgreep ongedaan te maken en de regering van premier Ntsu Mokhehle in functie te herstellen.
  - 2012 - Togolese vrouwen zeggen een week lang geen seks met hun echtgenoten te willen hebben. Zo hopen ze hen ertoe te bewegen het vertrek van de president Faure Eyadéma af te dwingen.
  - 2017 - De Angolese regeringspartij MPLA wint de algemene verkiezingen met bijna 62 procent van de stemmen. Oppositiepartij UNITA haalt bijna 27 procent.

- Religie
  - 1844 - Oprichting van de Congregatie van Onze Lieve Vrouw Moeder van Barmhartigheid (Fraters van Tilburg) door Joannes Zwijsen, coadjutor-apostolisch vicaris van Bisdom 's-Hertogenbosch.

- Sport
  - 1875 - Als eerste zwemt Matthew Webb Het Kanaal over.
  - 1902 - Oprichting van de Uruguayaanse voetbalclub Montevideo Wanderers FC.
  - 1928 - Oprichting van de Uruguayaanse voetbalclub Club Atlético Batacazo, de voorloper van Deportivo Maldonado.
  - 1933 - Wielrenner Jan van Hout rijdt op de baan van Roermond een nieuw werelduurrecord.
  - 1952 - Oprichting van de Boliviaanse voetbalclub Club Mariscal Braun.
  - 1960 - Olympische Zomerspelen in Rome worden geopend.
  - 1971 - Mark Spitz verbetert in Houston zijn eigen wereldrecord op de 100 meter vlinderslag met zes tiende van een seconde tot 55,0.
  - 1973 - De nationale vrouwenvoetbalelftallen van Finland en Zweden spelen beide de eerste officiële interland uit de geschiedenis. Het onderling duel in Mariehamn eindigt in 0-0.
  - 1976 - Harm Wiersma wordt wereldkampioen dammen.
  - 1982 - Atleet Rob Druppers verbetert in Koblenz het Nederlands record op de 800 meter van Sjef Hensgens (1.46,4) met een tijd van 1.44,70.
  - 1985 - Bij atletiekwedstrijden in Keulen verbetert Rob Druppers zijn eigen en ruim twee jaar oude Nederlands record op de 800 meter (1.44,20) met een tijd van 1.43,56.
  - 1991 - De Amerikaanse atleet Carl Lewis verbetert het twee maanden oude record op de 100 meter sprint met 0,04 seconde en brengt het op 9,86 seconden.
  - 1994 - Oprichting van de Duitse voetbalclub SG Sonnenhof Großaspach.
  - 2019 - De Nederlandse hockeydames winnen voor de 10e keer goud op het EK in Antwerpen na Duitsland te verslaan met 2-0 in de finale.
- Wetenschap en technologie
  - 1609 - Galileo Galilei demonstreert zijn eerste telescoop.
  - 1891 - Thomas Alva Edison verwerft het patent op de 35mm-film.
  - 1989 - Voyager 2 vliegt langs de planeet Neptunus.[2]
  - 1991 - Linus Torvalds kondigt de ontwikkeling van het besturingssysteem Linux aan.
  - 1997 - Lancering van een Delta II raket vanaf Kennedy Space Center LC 17A in Florida (Verenigde Staten) met de Advanced Composition Explorer (ACE) satelliet van NASA. Doel van de missie is onderzoek naar energetische deeltjes in het zonnestelsel zoals de zonnewind.[3]
  - 2003 - Lancering van de Spitzer Space Telescope.[4]
  - 2012 - De ruimtesonde Voyager 1 bereikt als eerste door de mens gecreëerde object de interstellaire ruimte.[5]
  - 2022 - Wetenschappers maken bekend dat de James Webb-ruimtetelescoop tijdens een waarnemingssessie van de exoplaneet WASP-39b op 10 juli 2022 de aanwezigheid van koolstofdioxide in de atmosfeer van deze planeet heeft aangetoond. Het is voor het eerst dat dit is gelukt bij een planeet buiten het zonnestelsel.[6]
  - 2023 - Lancering van een Ceres-1 raket van Galactic Energy vanaf lanceerbasis Jiuquan voor de Cornfield Chase missie met de Jilin-1 Wideband-02A aardobservatiesatelliet die deel moet gaan uitmaken van de Jilin-1 constellatie.[7]

## Geboren

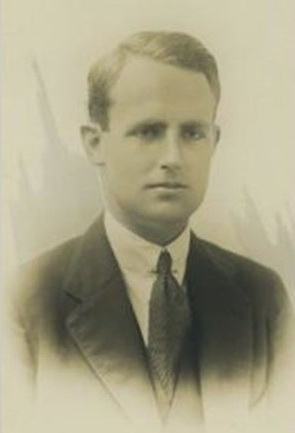
Willem Ruys
geboren in 1894

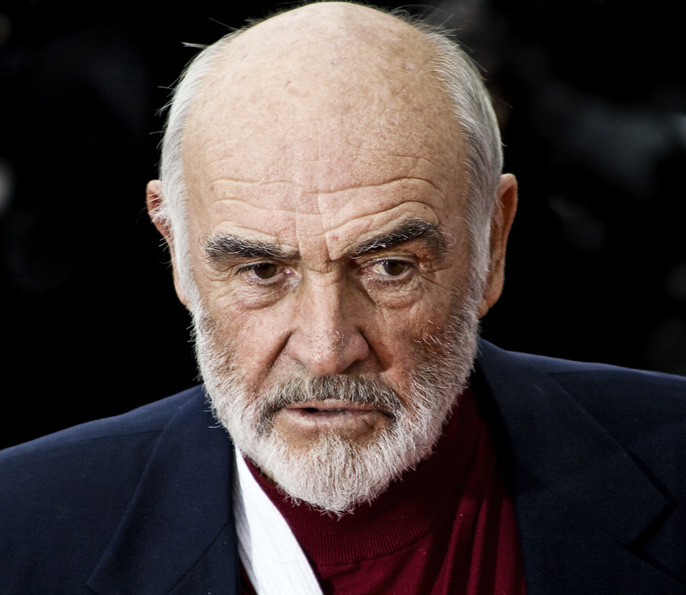
Sean Connery
geboren in 1930

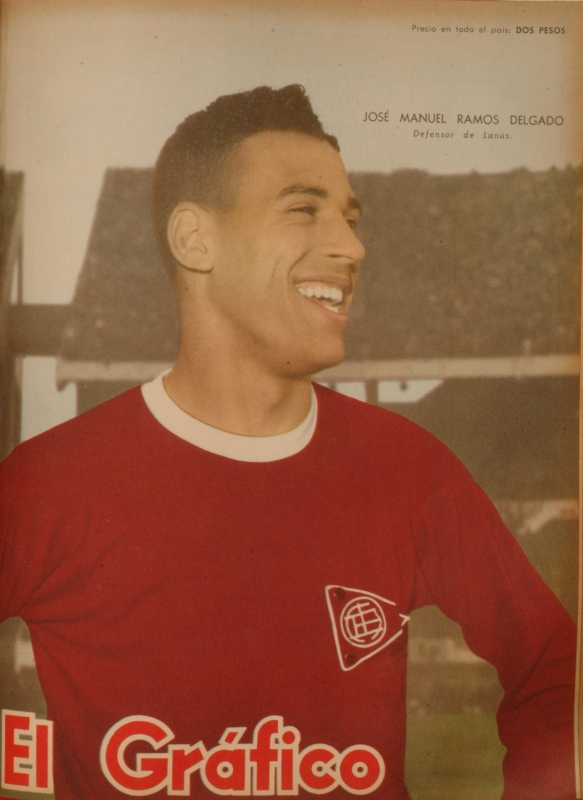
José Ramos Delgado
geboren in 1935

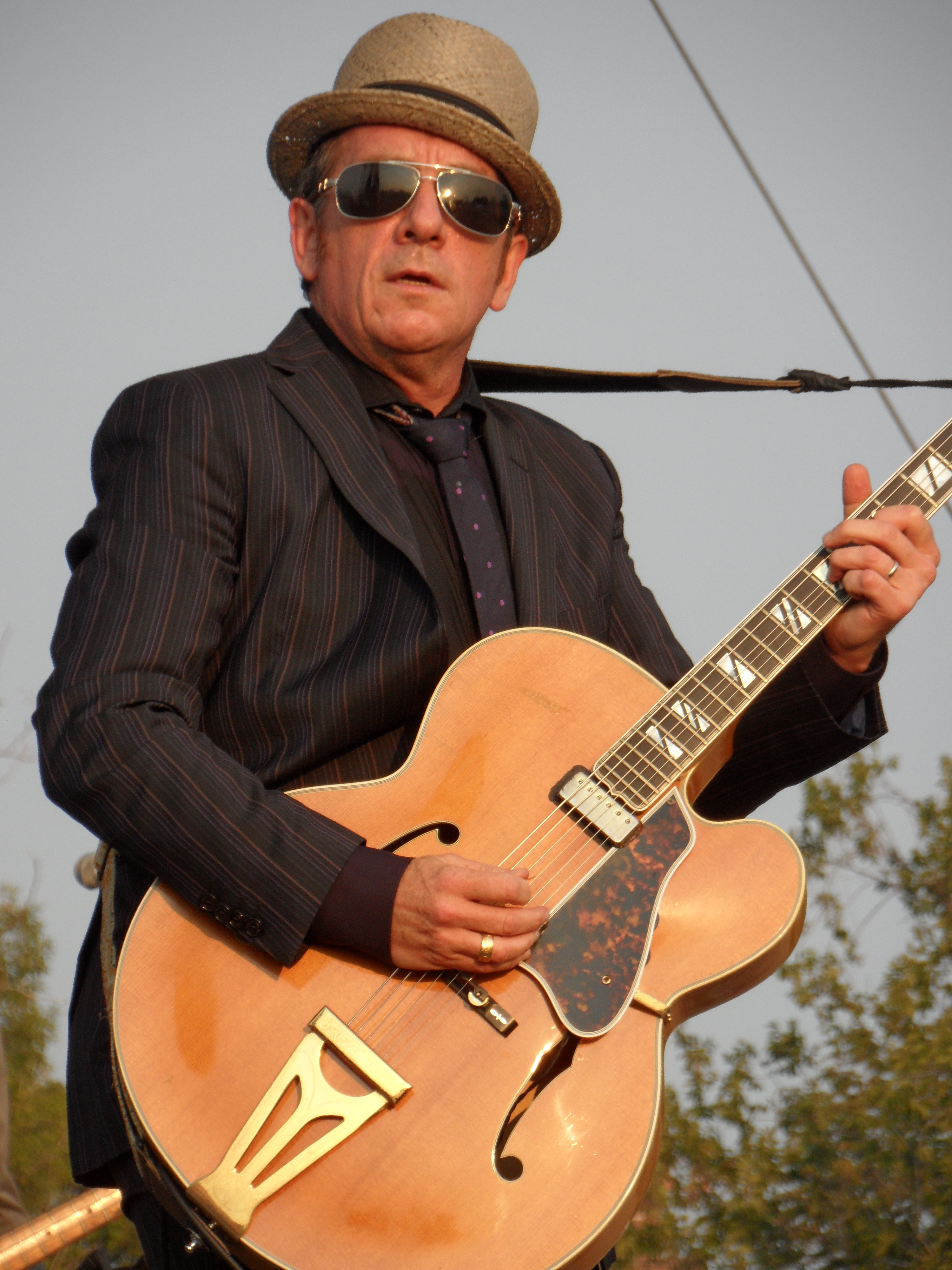
Elvis Costello
geboren in 1954

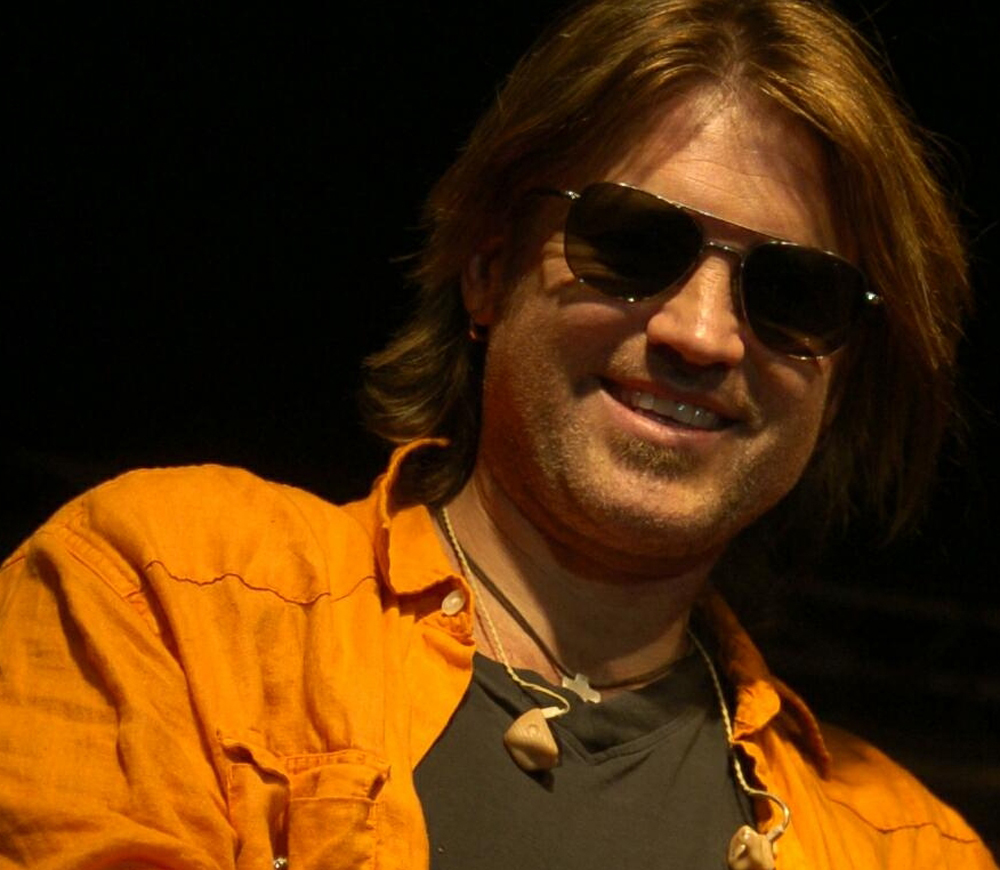
Billy Ray Cyrus
geboren in 1961

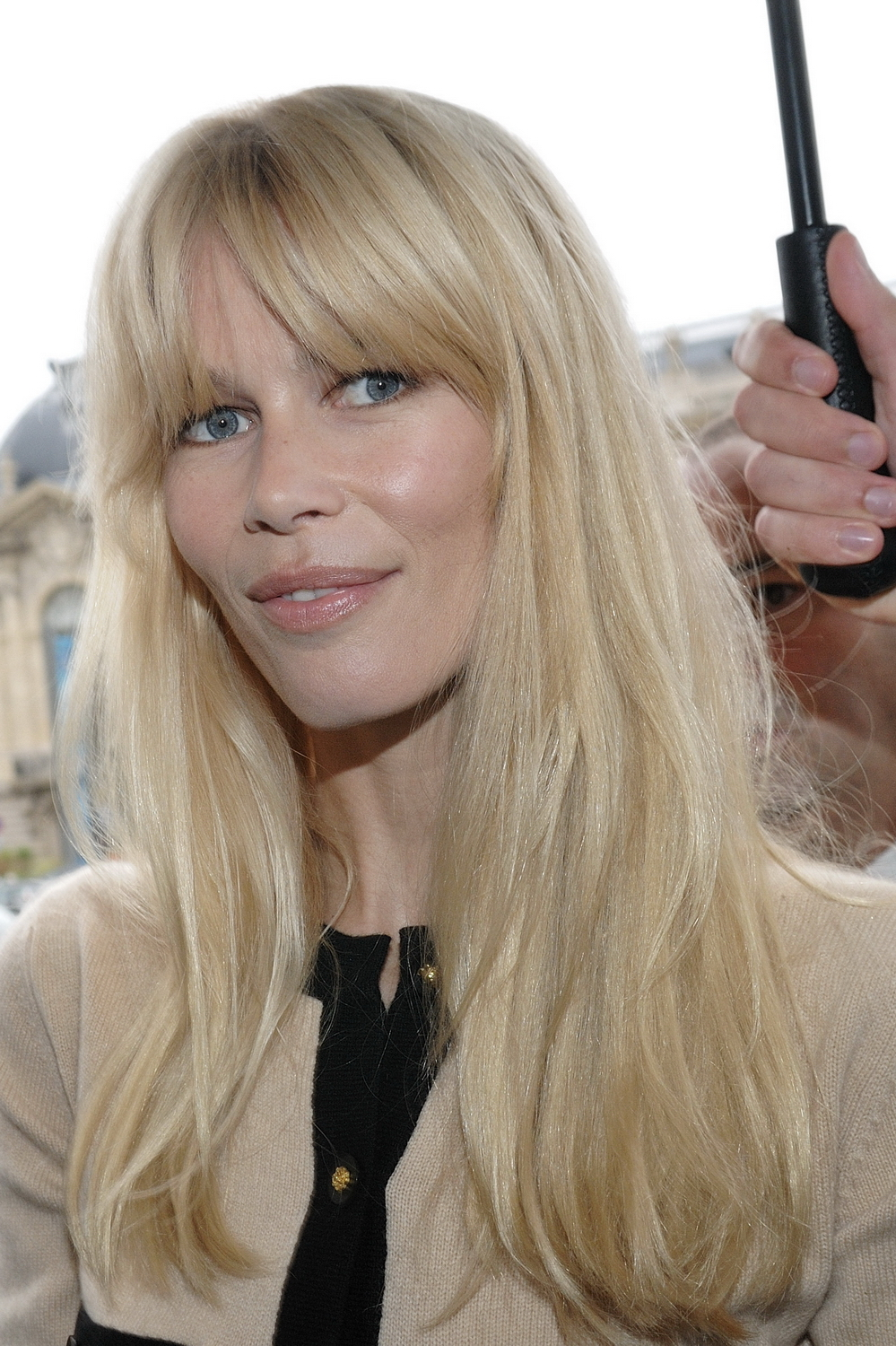
Claudia Schiffer
geboren in 1970

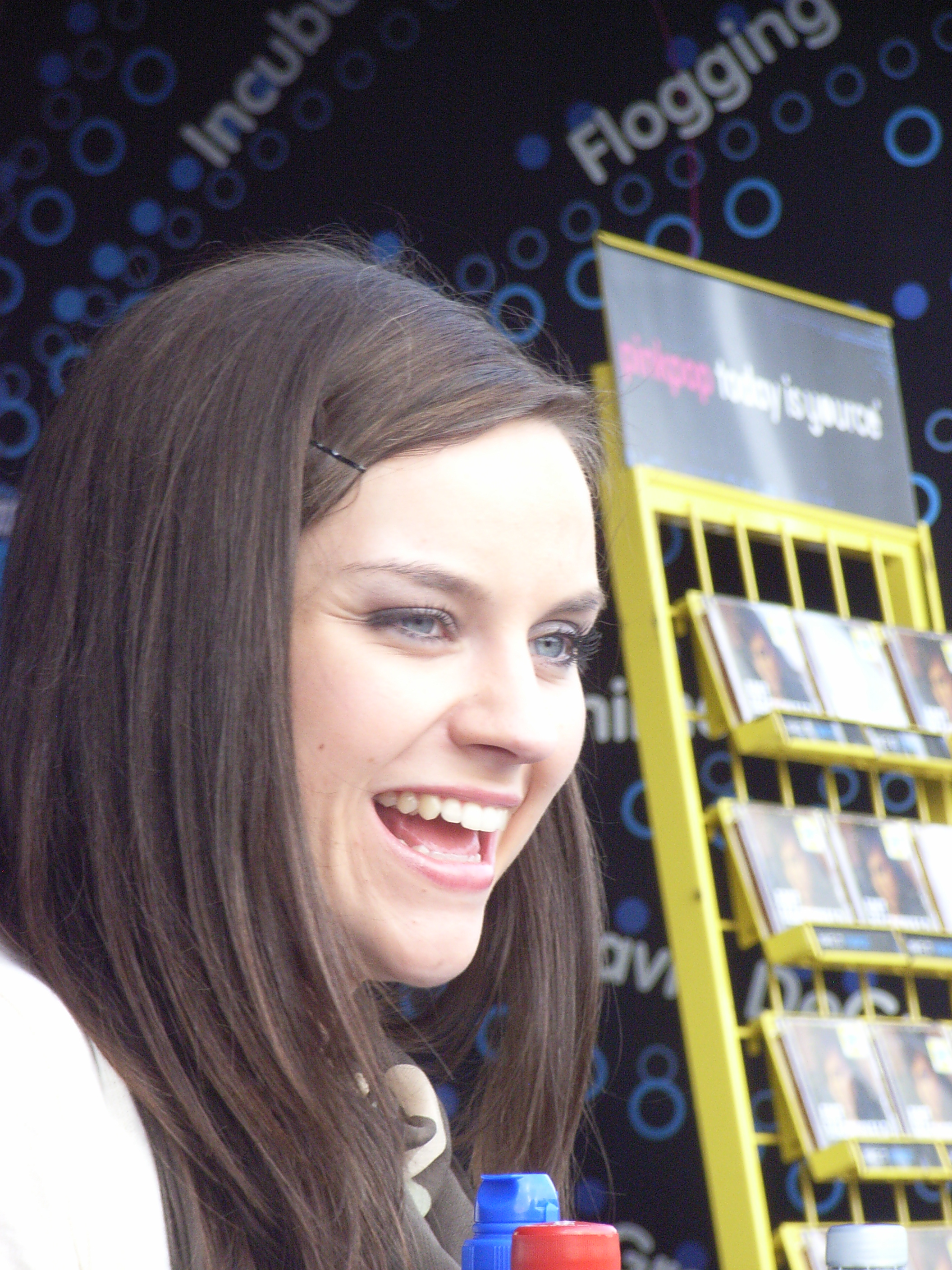
Amy Macdonald
geboren in 1987

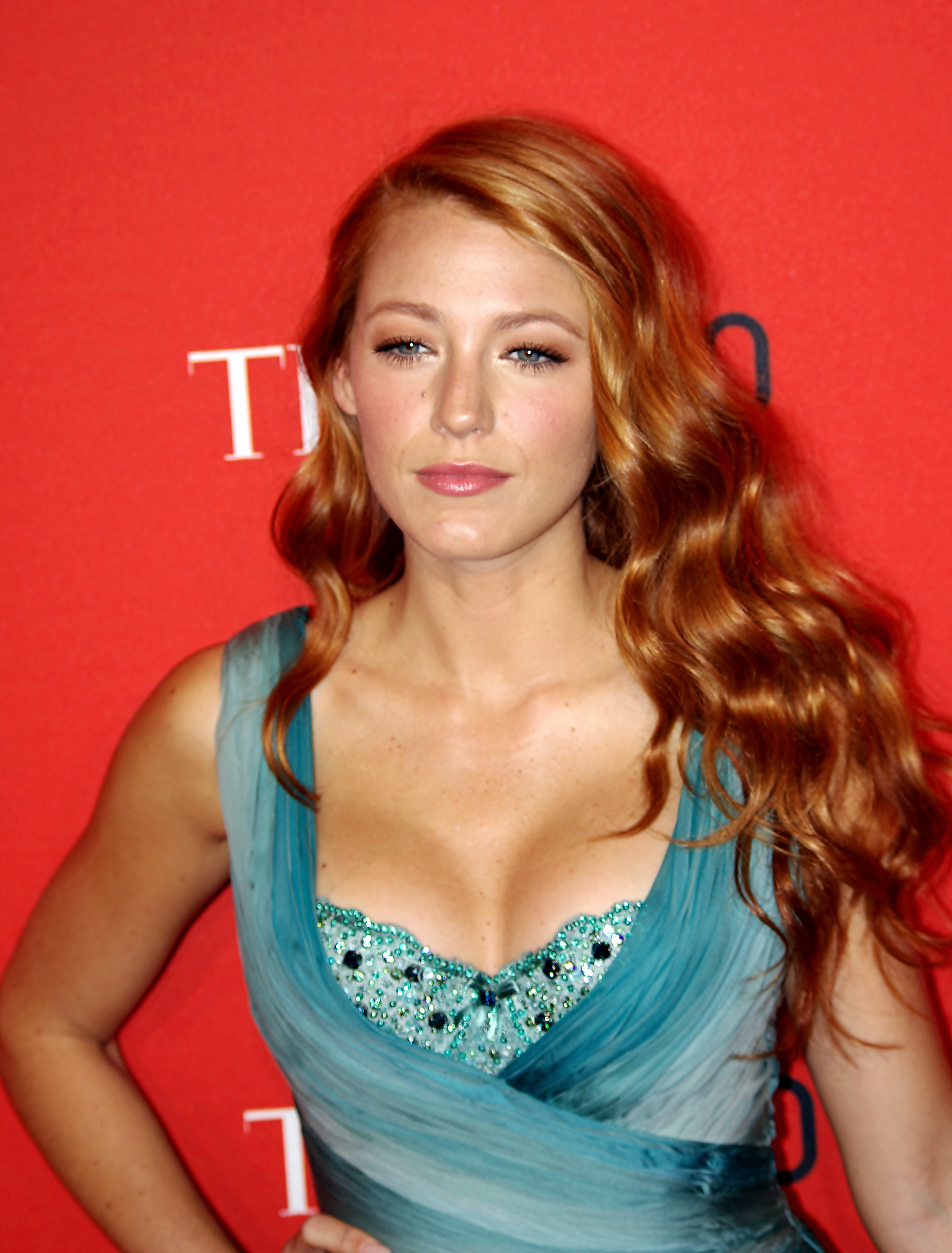
Blake Lively
geboren in 1987

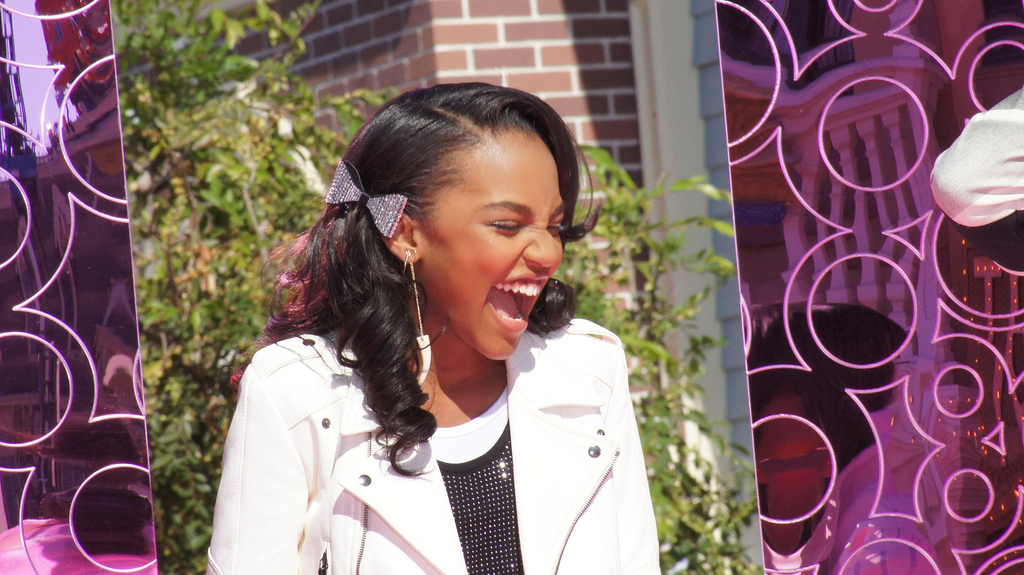
China Anne McClain
geboren in 1998

- 1530 - Iwan IV, de Verschrikkelijke, Russisch tsaar (overleden 1584)
- 1561 - Philippus Lansbergen, Belgisch-Nederlands wiskundige (overleden 1632)
- 1570 - Willem van Nassau-Weilburg, graaf van Nassau-Weilburg (overleden 1597)
- 1707 - Lodewijk I van Spanje, in 1724 koning van Spanje (overleden 1724)
- 1744 - Johann Gottfried von Herder, Duits dichter (overleden 1803)
- 1783 - Jacob Vosmaer, Nederlands geneeskundige en schrijver (overleden 1824)
- 1786 - Lodewijk I van Beieren, van 1825 tot 1848 koning van Beieren (overleden 1868)
- 1796 - James Lick, Amerikaans pianobouwer, vastgoedmagnaat, hovenier en filantroop (overleden 1876)
- 1802 - Niels Henrik Abel, Noors wiskundige (overleden 1829)
- 1819 - Allan Pinkerton, Amerikaans detective (overleden 1884)
- 1837 - Jacob Maris, Nederlands impressionistisch kunstschilder (overleden 1899)
- 1845 - Ludwig II van Beieren, koning van Beieren (overleden 1886)
- 1850 - Pavel Axelrod, Russisch revolutionair (overleden 1928)
- 1851 - Alexander van Oranje-Nassau, Prins der Nederlanden (overleden 1884)
- 1855 - Hugo von Pohl, Duits militair (overleden 1916)
- 1862 - Louis Barthou, Frans minister en minister-president (overleden 1934)
- 1875 - Willem Penaat, Nederlands architect en meubelontwerper (overleden 1957)
- 1880 - Robert Stolz, Oostenrijks componist en dirigent (overleden 1975)
- 1886 - Wim Braams, Nederlands atleet (overleden 1955)
- 1886 - Willi Worpitzky, Duits voetballer (overleden 1953)
- 1894 - Willem Ruys, Nederlands reder (overleden (1942)
- 1897 - Leonce Oleffe, Belgisch atleet (overleden 1972)
- 1900 - Hans Krebs, Duits arts en biochemicus (overleden 1981)
- 1901 - Kjeld Abell, Deens schrijver (overleden 1961)
- 1902 - Stefan Wolpe, Amerikaans componist (overleden 1972)
- 1903 - Árpád Élő, Hongaars natuurkundige en schaker (overleden 1992)
- 1905 - Leo Turksma, Nederlands bokser (overleden 1987)
- 1906 - Petrus Moors, Nederlands bisschop van Roermond (overleden 1980)
- 1910 - Wim Povel, Nederlands cineast en schrijver (overleden 2001)
- 1912 - Erich Honecker, staatshoofd van Oost-Duitsland (overleden 1994)
- 1913 - Kees Stip, Nederlands taalkunstenaar (overleden 2001)
- 1916 - Van Johnson, Amerikaans acteur (overleden 2008)
- 1917 - Lou van Burg, Nederlands-Duits showmaster en entertainer (overleden 1986)
- 1917 - Mel Ferrer, Amerikaans filmacteur, -regisseur en -producent (overleden 2008)
- 1918 - Leonard Bernstein, Amerikaans dirigent en componist (overleden 1990)
- 1919 - George Wallace, Amerikaans politicus (overleden 1998)
- 1921 - Monty Hall, Canadees acteur, zanger en presentator (overleden 2017)
- 1922 - Paul De Vidts, Belgisch politicus (overleden 2002)
- 1922 - Herman Vanderpoorten, Belgisch politicus (overleden 1984)
- 1924 - Gerry M. Roxas, Filipijns politicus (overleden 1982)
- 1925 - Jan Zwaan, Nederlands atleet (overleden 2007)
- 1927 - Althea Gibson, Amerikaans tennisster (overleden 2003)
- 1927 - Gerrit van der Linde, Nederlands jurist (overleden 2022)
- 1928 - Adolfo Gilly, Argentijns-Mexicaans historicus en politicoloog (overleden 2023)
- 1928 - Karl Korte, Amerikaans componist, muziekpedagoog en trompettist
- 1928 - Herbert Kroemer, Duits natuurkundige en Nobelprijswinnaar (overleden 2024)
- 1928 - Gerard Tusveld, Nederlands accountant en sportbestuurder (overleden 2008)
- 1929 - René Jungers, Belgisch atleet
- 1930 - Ariane Amsberg, Nederlands actrice, auteur en feministe (overleden 2016)
- 1930 - Sean Connery, Schots acteur (overleden 2020)
- 1931 - Peter Gilmore, Brits acteur (overleden 2013)
- 1931 - Wim de Graaff, Nederlands schaatser en schaatscoach (overleden 2021)
- 1931 - Regis Philbin, Amerikaans acteur en televisiepersoonlijkheid (overleden 2020)
- 1932 - Bunna Ebels-Hoving, Nederlands mediëviste (overleden 2022)
- 1933 - Wayne Shorter, Amerikaans jazz-saxofonist en -componist (overleden 2023)
- 1933 - Tom Skerritt, Amerikaans acteur
- 1934 - Ad Havermans, Nederlands politicus en burgemeester (overleden 2022)
- 1934 - Edgar Ilarde, Filipijns presentator en politicus (overleden 2020)
- 1934 - Ali Akbar Hashemi Rafsanjani, president van Iran (overleden 2017)
- 1935 - Gerrit Jan (Gé) van Bork, Nederlands neerlandicus (overleden 2025)
- 1935 - José Ramos Delgado, Argentijns voetballer (overleden 2010)
- 1938 - Frederick Forsyth, Brits schrijver (overleden 2025)
- 1939 - John Bardon, Brits acteur (overleden 2014)
- 1939 - Helena Bussers, Belgisch kunsthistorica en conservator
- 1940 - José van Dam, Belgisch operazanger
- 1941 - Dan Hennessey, Canadees acteur (overleden 2024)
- 1944 - Pat Martino, Italiaans/Amerikaans jazzgitarist (overleden 2021)
- 1947 - Keith Tippett, Brits jazzpianist en -componist (overleden 2020)
- 1948 - Henk Tjon, Surinaams toneelschrijver en theatermaker (overleden 2009)
- 1949 - Martin Amis, Engels schrijver (overleden 2023)
- 1949 - Rijkman Groenink, Nederlands topman
- 1949 - Willy Rey, Nederlands-Canadees model (overleden 1973)
- 1949 - John Savage, Amerikaans acteur
- 1949 - Gene Simmons, Amerikaans zanger en bassist
- 1950 - Charles Fambrough, Amerikaans jazzbassist en -componist (overleden 2011)
- 1950 - Willy DeVille, Amerikaans zanger (overleden 2009)
- 1951 - Marijke Boon, Nederlands zangeres, cabaretière en podiumkunstenares
- 1952 - Geoff Downes, Brits toetsenist
- 1952 - Charles M. Rice, Amerikaans viroloog
- 1954 - Elvis Costello, Brits zanger en componist
- 1955 - Yvette Laclé, Nederlands ex-prostituee, voorgangster, politica en hulpverleenster
- 1955 - Dirk Verhofstadt, Belgisch politiek filosoof en publicist
- 1956 - Henri Toivonen, Fins rallyrijder (overleden 1986)
- 1957 - Lizardo Garrido, Chileens voetballer
- 1958 - Tim Burton, Amerikaans filmregisseur, producent en scriptschrijver
- 1958 - Bjarte Engeset, Noors dirigent
- 1958 - Jeff Pierce, Amerikaans wielrenner
- 1959 - Luc Brewaeys, Belgisch componist (overleden 2015)
- 1961 - Billy Ray Cyrus, Amerikaans countryzanger
- 1961 - Gerd Kafka, Oostenrijks motorcoureur
- 1961 - Chris Koolmees, Nederlands regisseur, scenograaf en vormgever
- 1961 - David Morales, Amerikaans dj en houseproducer
- 1961 - Erik Willaarts, Nederlands voetballer
- 1962 - Albert Blees, Nederlands schaker (overleden 2024)
- 1962 - Alexander Graf, Duits schaker
- 1962 - Victor Löw, Nederlands acteur
- 1962 - Taslima Nasreen, Bengaals schrijfster die opkomt voor vrouwenrechten, mensenrechten en seculier humanisme in Bangladesh
- 1962 - René van Tilburg, Nederlands voetballer
- 1963 - Roberto Mussi, Italiaans voetballer
- 1964 - Maxim Kontsevitsj, Russisch wiskundige
- 1964 - Edith Schippers, Nederlands politica
- 1964 - Blair Underwood, Amerikaans acteur
- 1964 - Folkert Velten, Nederlands voetballer
- 1965 - Frane Bućan, Kroatisch voetballer
- 1966 - Christine Aaftink, Nederlands schaatsster
- 1966 - Agostino Abbagnale, Italiaans acteur
- 1966 - Sarah Boberg, Deens actrice
- 1966 - Michael Cohen, Amerikaans advocaat
- 1966 - Antonie Kamerling, Nederlands acteur (overleden 2010)
- 1967 - Miryanna van Reeden, Nederlands actrice
- 1967 - Jeff Tweedy, Amerikaans zanger, gitarist en liedjesschrijver
- 1968 - Rolf Aldag, Duits wielrenner
- 1968 - David Alan Basche, Amerikaans acteur
- 1968 - Kurt Betschart, Zwitsers (baan)wielrenner
- 1969 - Manfred Freitag, Oostenrijks schaker
- 1969 - Sjoera Retèl, Nederlands actrice
- 1970 - Claudia Schiffer, Duits fotomodel
- 1970 - Ronald Waterreus, Nederlands voetballer
- 1971 - Martín Conde, Argentijns beachvolleyballer
- 1971 - Gilberto Simoni, Italiaans wielrenner
- 1972 - Quintis Ristie, Nederlands reporter en acteur
- 1972 - Róbert Tomaschek, Slowaaks voetballer
- 1973 - Fatih Akın, Duits acteur en filmregisseur
- 1973 - Hayko (pseudoniem van Hajk Hakobjan), Armeens zanger (overleden 2021)
- 1973 - Gianluca Rocchi, Italiaans voetbalscheidsrechter
- 1974 - Mark Geiger, Amerikaans voetbalscheidsrechter
- 1974 - Mark Snoeren, Nederlands politicus
- 1975 - Ivan Jurić, Kroatisch voetballer en voetbaltrainer
- 1975 - Nzelo Lembi, Congolees voetballer
- 1975 - Petria Thomas, Australisch zwemster
- 1976 - Chantal Beltman, Nederlands wielrenster
- 1978 - Kel Mitchell, Amerikaans acteur, komiek en muzikant
- 1978 - Gabriel Ríos, Puerto Ricaans muzikant
- 1978 - Adil Zourak, Marokkaans voetbalscheidsrechter
- 1979 - Massimo Demarin, Kroatisch wielrenner
- 1981 - Rachel Bilson, Amerikaans actrice
- 1981 - Camille Pin, Frans tennisster
- 1981 - Jean-Julien Rojer, Nederlands tennisser
- 1982 - Rob Derikx, Nederlands hockeyer
- 1983 - Mehdi Bennani, Marokkaans autocoureur
- 1983 - Eduardo Gonzalo, Spaans wielrenner
- 1983 - Joaquín Novoa, Spaans wielrenner
- 1983 - James Rossiter, Brits autocoureur
- 1983 - James Walker, Brits autocoureur
- 1983 - Kevin Wauthy, Belgisch voetballer
- 1985 - Andien, Indonesisch zangeres
- 1985 - Igor Burzanović, Montenegrijns voetballer
- 1985 - Elvedin Džinič, Sloveens voetballer
- 1985 - Wynter Gordon, Amerikaans zangeres en songwriter
- 1985 - Radmila Manojlović, Servisch zangeres
- 1986 - Rona Nishliu, Kosovaars zangeres
- 1987 - Zahir Ali, Indonesisch autocoureur
- 1987 - Ollie Hancock, Brits autocoureur
- 1987 - Blake Lively, Amerikaans actrice
- 1987 - Amy Macdonald, Schots zangeres
- 1987 - Renny Quow, atleet uit Trinidad en Tobago
- 1988 - Alexandra Burke, Brits zangeres
- 1988 - Wynter Gordon, Amerikaans pop/dance zangeres en songwriter
- 1988 - Ingvild Snildal, Noors zwemster
- 1989 - Romario Kortzorg, Nederlands-Surinaams voetballer
- 1989 - Hiram Mier, Mexicaans voetballer
- 1990 - David Bustos, Spaans atleet
- 1990 - Salif Sané, Senegalees-Frans voetballer
- 1991 - Luke Ayling, Engels voetballer
- 1991 - Tsgabu Grmay, Ethiopisch wielrenner
- 1991 - Adrien Saussez, Belgisch voetballer
- 1992 - Borja Bastón, Spaans voetballer
- 1992 - Roy Goossens, Nederlands voetballer
- 1992 - Joe Lolley, Engels voetballer
- 1992 - Ricardo Rodríguez, Zwitsers-Chileens voetballer
- 1992 - Mike Teunissen, Nederlands wielrenner
- 1992 - Miguel Trauco, Peruviaans voetballer
- 1992 - Joep Zweegers, Nederlands voetballer
- 1993 - Zhi Cong Li, Chinees autocoureur
- 1994 - Natasha Liu Bordizzo, Australisch actrice
- 1995 - Dustin Mijnders, Nederlands voetballer
- 1996 - Donis Avdijaj, Kosovaars-Duits voetballer
- 1996 - Yang Fan, Chinees langebaanschaatser
- 1997 - Jessica Bäckman, Zweeds autocoureur
- 1997 - Koki Machida, Japans voetballer
- 1997 - Morgan Schild, Amerikaans freestyleskiester
- 1998 - China Anne McClain, Amerikaans actrice en zangeres
- 2001 - Gonçalo Inácio, Portugees voetballer
- 2001 - Adewale Oladoye, Nigeriaans voetballer
- 2001 - Ayman Sellouf, Nederlands-Marokkaans voetballer
- 2001 - Elias Sierra, Belgisch voetballer
- 2005 - Valentin Atangana, Frans-Kameroens voetballer
- 2006 - Andrea Kimi Antonelli, Italiaans autocoureur
- 2006 - Mayzee Davies, Welsh voetbalster
- 2006 - Lennon Miller, Schots voetballer

## Overleden

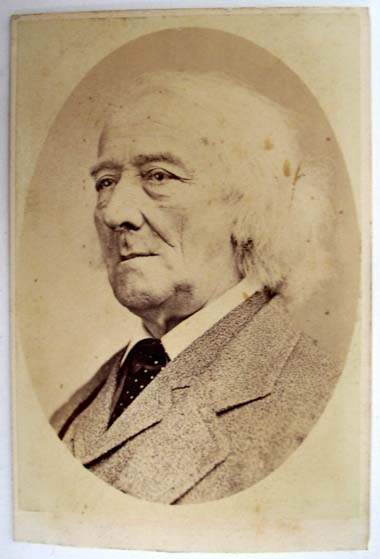
Jacob van Lennep
overleden in 1868

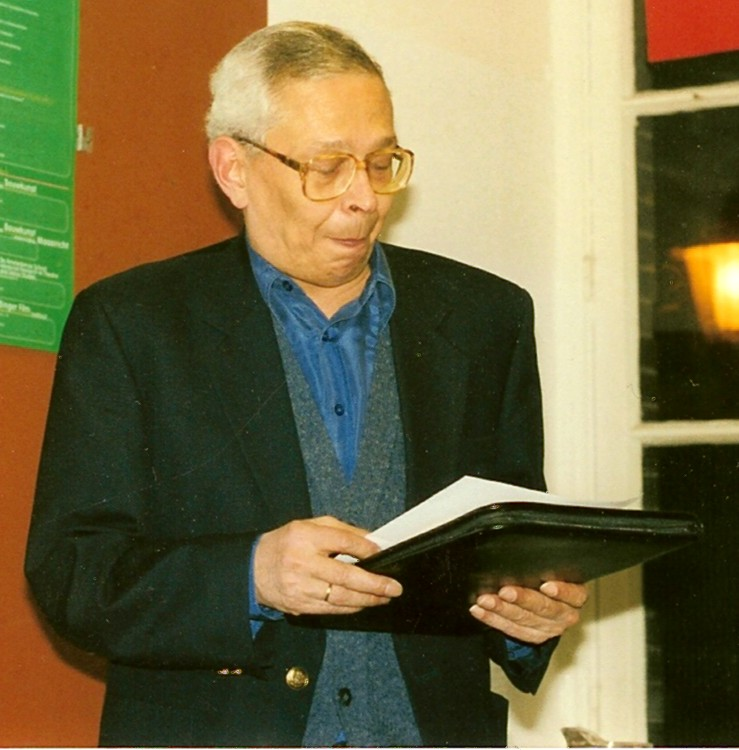
John Leefmans
overleden in 2012

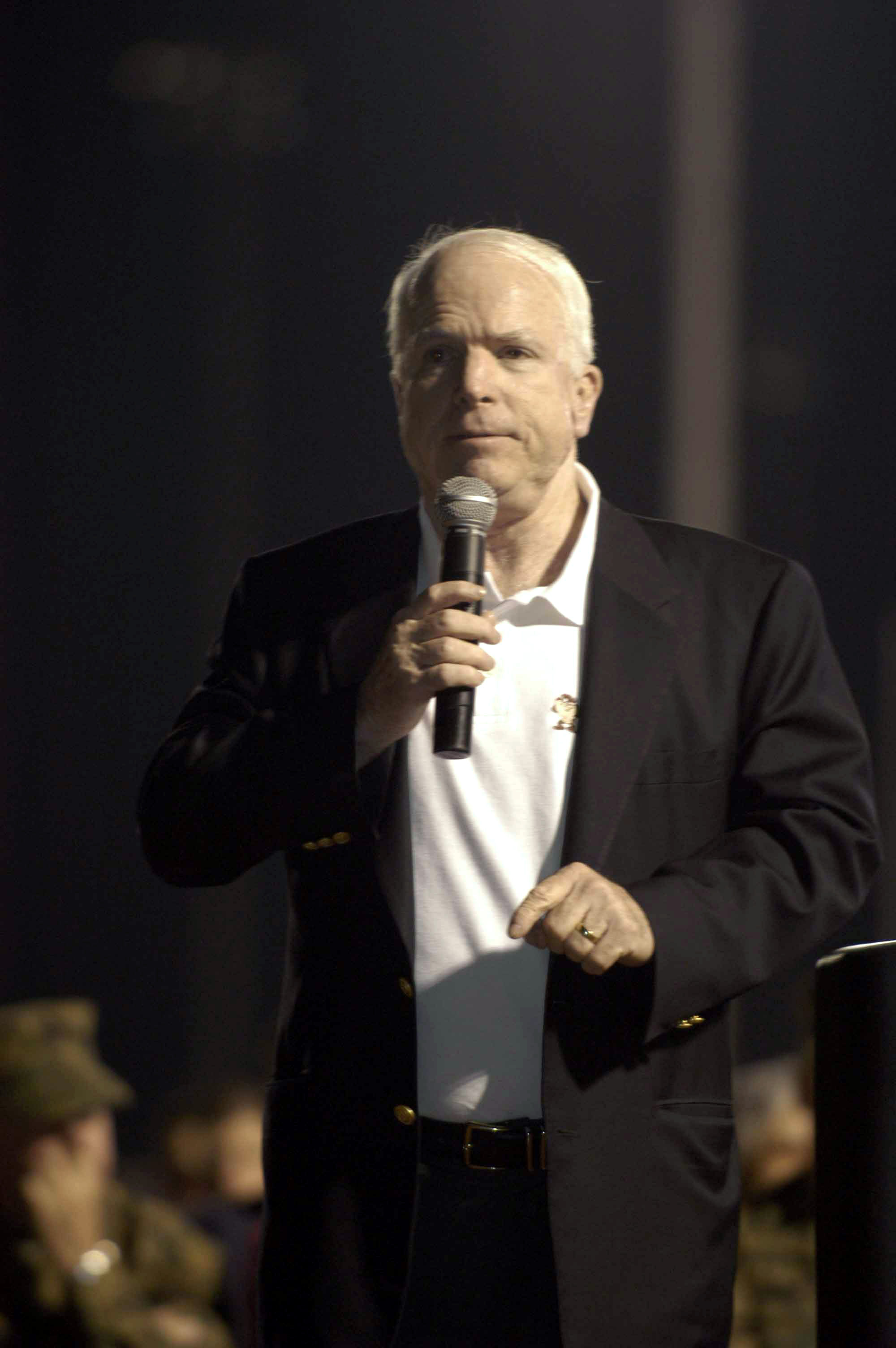
John McCain
overleden in 2018

- 383 - Gratianus (24), keizer van het Romeinse Rijk
- 1270 - Lodewijk IX (47), koning van Frankrijk
- 1346 - Lodewijk II van Nevers (42), graaf van Vlaanderen, van Nevers en van Rethel
- 1507 - Peter van Diest (42 of 43), middeleeuws kloosterling
- 1649 - Richard Crashaw (36 of 37), Engels dichter
- 1673 - Bartram de Fouchier (64), Nederlands kunstschilder en glasschilder
- 1692 - Aleijda Wolfsen (43), Nederlands schilder
- 1699 - Christiaan V van Denemarken (53), koning van Denemarken en Noorwegen
- 1724 - Lodewijk I van Spanje (17), koning van Spanje
- 1742 - José António Carlos de Seixas (38), Portugees componist
- 1774 - Niccolò Jommelli (60), Italiaans componist
- 1776 - David Hume (65), Schots filosoof
- 1800 - Elizabeth Montagu (79), Engels schrijfster
- 1819 - James Watt (83), Schots uitvinder
- 1822 - William Herschel (83), Duits-Brits astronoom, componist, organist en muziekleraar
- 1867 - Michael Faraday (75), Brits natuurkundige
- 1868 - Jacob van Lennep (66), Nederlands schrijver, letterkundige, en politicus
- 1882 - Friedrich Reinhold Kreutzwald (78), Estisch dichter
- 1885 - Leonard Lodewijk De Bo (58), Belgisch schrijver
- 1900 - Friedrich Nietzsche (55), Duits filosoof
- 1904 - Henri Fantin-Latour (68), Frans schilder en lithograaf
- 1907 - Mary Elizabeth Coleridge (45), Engels schrijfster
- 1908 - Antoine Henri Becquerel (56), Frans natuurkundige
- 1926 - Thomas Moran (89), Engels-Amerikaans kunstschilder en etser
- 1936 - Lev Kamenev (53), Sovjet-Russisch politicus
- 1936 - Grigori Zinovjev (56), Sovjet-Russisch politicus en theoreticus
- 1939 - Jan Vos (51), Nederlands voetballer
- 1942 - George Edward Alexander Windsor (39), hertog van Kent
- 1956 - Alfred Kinsey (62), Amerikaans bioloog en seksuoloog
- 1961 - Morris William Travers (89), Engels scheikundige
- 1965 - John Hayes (79), Amerikaans atleet
- 1967 - Paul Muni (71), Oostenrijks-Amerikaans acteur
- 1969 - Joseph Mathy (25), Belgisch wielrenner
- 1970 - Max Abegglen (68), Zwitsers voetballer
- 1974 - Piet Theys (47), Belgisch radiopresentator
- 1976 - Eyvind Johnson (76), Zweeds schrijver
- 1976 - Doc Shanebrook (69), Amerikaans autocoureur
- 1982 - Hans van Tongeren (27), Nederlands acteur
- 1984 - Truman Capote (59), Amerikaans schrijver
- 1989 - Alfredo Ceschiatti (70), Braziliaans beeldhouwer
- 1989 - Elmar Daucher (67), Duits beeldhouwer
- 1989 - Frank Henry (79), Amerikaans ruiter
- 1990 - David Hampshire (72), Brits autocoureur
- 1992 - Jan Gerhard Toonder (78), Nederlands schrijver
- 1995 - Arnie Treffers (48), Nederlands rockzanger
- 1999 - Freek van Muiswinkel (64), Nederlands acteur
- 2000 - Carl Barks (99), Amerikaans striptekenaar
- 2000 - Ivan Stambolić (63), partijleider en president van Servië
- 2001 - Aaliyah (Aaliyah Haughton) (22), Amerikaans zangeres
- 2006 - John Blankenstein (57), Nederlands scheidsrechter
- 2007 - Raymond Barre (83), Frans politicus en econoom
- 2007 - Ray Jones (18), Engels voetballer
- 2008 - Paul Schruers (78), Belgisch bisschop van Hasselt
- 2009 - Edward Kennedy (77), Amerikaans politicus
- 2010 - Karel Van Isacker (97), Belgisch historicus en geestelijke
- 2012 - Neil Armstrong (82), Amerikaans astronaut
- 2012 - Wisse Dekker (88), Nederlands ondernemer
- 2012 - Angkarn Kalayanapong (86), Thais schrijver, dichter en kunstschilder
- 2012 - John Leefmans (79), Nederlands-Surinaams diplomaat, literatuurcriticus en dichter
- 2013 - Gylmar dos Santos Neves (83), Braziliaans voetbaldoelman
- 2013 - Piet Libregts (83), Nederlands wielercoach
- 2015 - Hans van Beers (74), Nederlands bestuurder
- 2015 - Francisco San Diego (79), Filipijns bisschop
- 2016 - James Cronin (84), Amerikaans kernfysicus
- 2016 - André Dehertoghe (75), Belgisch atleet
- 2016 - Rudy Van Gelder (91), Amerikaans geluidstechnicus
- 2016 - Marvin Kaplan (89), Amerikaans acteur, filmregisseur en scenarioschrijver
- 2016 - Sergej Martsjoek (63), Russisch schaatser
- 2016 - Sonia Rykiel (86), Frans modeontwerpster
- 2018 - John McCain (81), Amerikaans senator
- 2018 - James Reineking (80), Amerikaans beeldhouwer en tekenaar
- 2019 - Bob Bouber (83), Nederlands toneelregisseur, impresario, organisator, acteur en zanger
- 2019 - Clora Bryant (92), Amerikaans jazztrompettiste en -componiste
- 2019 - Mona Lisa (97), Filipijns actrice
- 2019 - Eliseo Mattiacci (79), Italiaans beeldhouwer
- 2019 - Ferdinand Piëch (81), Oostenrijks industrieel
- 2019 - Lodewijk Woltjer (89), Nederlands astronoom
- 2020 - Cora Canne Meijer (91), Nederlands operazangeres
- 2020 - Itaru Oki (78), Japans jazztrompettist en -kornettist
- 2021 - Gerry Ashmore (84), Brits Formule 1-coureur
- 2022 - Joey DeFrancesco (51), Amerikaans jazzorganist
- 2022 - Martyn van den Hoek (67), Nederlands componist, pianist en pedagoog
- 2022 - Herman Vanspringel (79), Belgisch wielrenner
- 2023 - Walt Curtis (82), Amerikaans dichter en romanschrijver
- 2023 - Tijl De Decker (22), Belgisch wielrenner
- 2023 - Rob Fruithof (71), Nederlands acteur en televisiepresentator
- 2023 - Andrij Pilsjtsjykov (30), Oekraïens gevechtspiloot
- 2024 - Selim Ahmed al-Hoss (94), Libanees politicus

## Viering/herdenking
- Uruguay - Nationale dag
- Rooms-katholieke kalender:

  - Heilige Lodewijk IX († 1270), patroon van de haarkappers en metsers - Vrije Gedachtenis
  - Heilige Jozef van Calasanza († 1648) - Vrije Gedachtenis
  - Heilige Patricia van Napels († c. 665)
  - Heilige Genesius van Arles († c. 305)
  - Heilige Genesius van Rome († c. 286/303)
  - Heilige Gregorius van Utrecht († 775/6)
  - Bisom Den Bosch: verjaardag wijding kathedraal - Feest (Den Bosch)

## Weerextremen

### Nederland
| | Officiële records | Officiële records | Officiële records |      | Landelijke records | Landelijke records | Landelijke records |
| Gebeurtenis | Jaar              | Extreem           | Locatie           | Jaar | Extreem            | Locatie            |                    |
| --- | ----------------- | ----------------- | ----------------- | ---- | ------------------ | ------------------ | ------------------ |
| Laagste etmaalgemiddelde temperatuur (°C) | 1966              | 11,9              | De Bilt           |      | 1956               | 10,4               | Eelde              |
| Hoogste etmaalgemiddelde temperatuur (°C) | 2016              | 24,3              | De Bilt           |      | 2022               | 25,9               | Arcen              |
| Laagste minimumtemperatuur (°C) | 1919              | 3,8               | De Bilt           |      | 1980               | 2,4                | Deelen             |
| Hoogste minimumtemperatuur (°C) | 1997              | 17,9              | De Bilt           |      | 2001               | 21,0               | Vlissingen         |
| Laagste maximumtemperatuur (°C) | 1969              | 15,4              | De Bilt           |      | 1931               | 12,2               | Maastricht         |
| Hoogste maximumtemperatuur (°C) | 2022              | 32,6              | De Bilt           |      | 2022               | 34,2               | Gilze-Rijen        |
| Hoogste uurgemiddelde windsnelheid (m/s) | 1906              | 12,9              | De Bilt           |      | 2020               | 23,0               | IJmuiden           |
| Hoogste windstoot (m/s) | 1957              | 23,1              | De Bilt           |      | 2020               | 30,0               | IJmuiden           |
| Langste zonneschijnduur (uur) | 2016              | 13,0              | De Bilt           |      | 1955               | 13,3               | De Kooy            |
| Langste neerslagduur (uur) | 1956              | 9,6               | De Bilt           |      | 2014               | 12,8               | Westdorpe          |
| Hoogste etmaalsom van de neerslag (mm) | 1956              | 37,8              | De Bilt           |      | 2004               | 47,3               | Leeuwarden         |
| Laagste etmaalgemiddelde relatieve vochtigheid (%) | 1939, 1976        | 49                | De Bilt           |      | 1976               | 33                 | Deelen             |
| Laagste uurwaarde luchtdruk op zeeniveau (hPa) | 1956              | 979,2             | De Bilt           |      | 1956               | 974,6              | Twenthe            |
| Hoogste uurwaarde luchtdruk op zeeniveau (hPa) | 1981              | 1029,5            | De Bilt           |      | 1981               | 1029,9             | Maastricht         |
| Officiële records worden altijd gemeten op het KNMI-weerstation in De Bilt. Landelijke records kunnen worden gemeten op elk officieel KNMI-weerstation in Nederland. |                   |                   |                   |      |                    |                    |                    |

Uitzonderlijke gebeurtenissen
- 1912 - Laatste officiële warme dag van het jaar (maximumtemperatuur ≥ 20 °C in De Bilt). Dit is de meest vroege datum waarop de laatste warme dag is gemeten.
- 1976 - Laatste officiële tropische dag van het jaar (maximumtemperatuur ≥ 30 °C in De Bilt)
- 1997 - Laatste officiële zomerse dag van het jaar (maximumtemperatuur ≥ 25 °C in De Bilt)
- 1997 - Laatste officiële tropische dag van het jaar (maximumtemperatuur ≥ 30 °C in De Bilt)
- 2022 - Laatste officiële tropische dag van het jaar (maximumtemperatuur ≥ 30 °C in De Bilt)

### België
Dagrecords
- 1864 - Laagste etmaalgemiddelde temperatuur 11,6 °C
- 2001 - Hoogste etmaalgemiddelde temperatuur 25,5 °C
- 1919 - Laagste minimumtemperatuur 5,8 °C
- 2016, 2022 - Hoogste maximumtemperatuur 32,5 °C[10]
- 1987 - Hoogste etmaalsom van de neerslag 18,2 mm

Uitzonderlijke gebeurtenissen
- 1931 - Maximumtemperatuur amper 13 °C in Ukkel.

<< · 1 · 2 · 3 · 4 · 5 · 6 · 7 · 8 · 9 · 10 · 11 · 12 · 13 · 14 · 15 · 16 · 17 · 18 · 19 · 20 · 21 · 22 · 23 · 24 · 25 · 26 · 27 · 28 · 29 · 30 · 31 · >>